# A Reality Tour
A Reality Tour — концертный тур британского рок-музыканта Дэвида Боуи, организованный в поддержку альбома Reality. Гастроли стартовали 7 октября 2003 года концертом в Forum Copenhagen (Копенгаген), продолжившись выступлениями в Европе, Северной Америке, Азии, а также в Новой Зеландии и Австралии (впервые со времён турне Glass Spider Tour 1987 года). Всего было отыграно более 110 концертов, что сделало A Reality Tour самым продолжительным туром в карьере Боуи. Сердечный приступ музыканта, в конце июня 2004 года, вынудил отменить некоторые шоу ближе к концу гастролей. Боуи прекратил выступать в 2006 году, что сделало A Reality Tour последним концертным туром музыканта.
Прибыль A Reality Tour составила 46 миллионов долларов. По этому показателю он занял 9-е место среди самых кассовых гастрольных туров 2004 года.

## Предыстория
Дэвид Боуи объявил о турне в июне 2003 года, намереваясь выступить перед более чем миллионом человек в 17 странах. A Reality Tour продвигался как первый масштабный гастрольный тур музыканта со времён Outside Tour 1995 года. Репетиции турне начались в июле, концертная группа, задействованная в Heathen Tour, практически не изменилась; тем не менее у Марка Плати был согласован другой рабочий контракт, в связи с чем он был вынужден отказаться от участия в гастролях, поэтому художественным руководителем стал гитарист Джерри Леонард. Группа отыграла разминочное шоу 19 августа в Нью-Йорке перед небольшой аудиторией (около 500 человек) в концертном комплексе The Chance.
Со следующего месяца Боуи начал появляться на радио- и телешоу в Германии и Франции, а затем выступил с «живым и интерактивным музыкальным мероприятием» — в Лондоне 8 сентября, одной из первых прямых трансляций рок-концерта и первой трансляцией концерта в формате 5.1. Шоу транслировалось в прямом эфире по спутниковой связи — на весь мир, хотя в некоторых странах (например, в Японии и Австралии) оно было показано только на следующей день, в других же (например, в США) — спустя неделю. Позже выяснились, что ряд кинотеатров не получал центральную аудиодорожку, таким образом зрители не слышали пение Боуи; по словам Тони Висконти, который отвечал за микширование, проблема была исключительно в оборудовании в кинотеатрах. После этого Боуи продолжил рекламировать альбом и турне, приняв участие в таких шоу, как Friday Night с Джонатаном Россом на BBC One, The Today Show, Last Call с Карсоном Дейли и The Late Show с Дэвидом Леттерманом. Среди песен, исполненных во время этих шоу, фигурировали «New Killer Star», «Modern Love», «Never Get Old» и «Hang On to Yourself». В конце сентября Боуи и его группа отыграли концерт для AOL Online, исполнив «New Killer Star», «I’m Afraid of Americans», «Rebel Rebel», «Days» и «Fall Dog Bombs the Moon», видео выступления было доступно для клиентов AOL в течение следующих нескольких месяцев. К концу сентября, Боуи приехал в Брюссель где проходили заключительные репетиции.

## Дизайн сцены
Тур был описан биографом Боуи Николасом Пеггом как «в некоторых отношениях […] даже более театральный», нежели Sound + Vision Tour, который считается одним наиболее театральных постановок музыканта. Сценические декорации включали гигантский светодиодный экран с приподнятым подиумом, несколько платформ, выходящих к публике, лестницы и «огромные выбеленные белые ветви деревьев», которые «грациозно свисали с обеих сторон сцены». Боуи принимал непосредственное участие в проектировании декораций вместе с дизайнером Терезой Депрез, художником по свету Томом Кенни и визуальным директором Лаурой Франк.

## Репертуар
В концертную программу вошли песни, охватывающие более 30 лет музыкальной карьеры Боуи, начиная альбомом The Man Who Sold the World (1970) и заканчивая Reality (2003), а также совместные работы музыканта, такие как «Sister Midnight» из альбома The Idiot (1977) Игги Попа и «Under Pressure», выпущенный в 1981 году в качестве совместного сингла Боуи и группы Queen, а впоследствии появившийся в альбоме последних Hot Space. Кроме того в сет-листе фигурировали фрагменты и тизеры классических произведений Боуи, к примеру «Space Oddity» и «Golden Years». Для турне было отрепетировано около 60 песен, таким образом большой репертуар позволял группе менять сет-лист от концерта к концерту, иногда меняя концертную программу прямо во время шоу, что отличалось от некоторых наиболее театрализованных гастролей Боуи с отрепетированной хореографией, таких как Serious Moonlight Tour (1983), Glass Spider Tour (1987) и Sound + Vision Tour (1990). Каждое выступление длилось более двух часов, за это время музыканты успевали отыграть около 30 песен. Единственной песней, отрепетированной но не задействованной, была «Win» из альбома Young Americans (1974); её исполняли только на саундчеках.

## Отзывы
Концерт 24 января 2004 года в Ванкувере, был высоко оценён местным журналистом: он отмечал, что «с почти безупречным вокалом Боуи, блестящими музыкантами и искусно поставленным шоу вы получите один из лучших рок-концертов старого олдскульного рока, которые когда-либо принимал ледовый каток Canucks». Рецензия на следующее шоу в Сиэтле, проходившее 25 января 2004 года, была столь же положительной, корреспондент подчеркнул, что Боуи «по-прежнему суперзвезда до мозга костей… по-прежнему излучает очарование и сексуальную харизму», подытожив назвав сет-лист «чествованием всей его карьеры».

## Инциденты
Выступление 6 мая 2004 года в Центре имени Джеймса Л. Найта (Майами, Флорида), было отменено после того, как осветитель Уолтер «Уолли Гатор» Томас упал и разбился насмерть во время подготовки сцены перед концертом. На шоу в Осло 18 июня 2004 года Боуи получил травму глаза из-за попавшего в него леденца на палочке, брошенного одним из зрителей.

### Сердечный приступ
23 июня, во время концерта в Праге, у Боуи случился сердечный приступ (в то время ошибочно диагностированный как защемление нерва), из-за чего музыкант был вынужден покинуть сцену (и, в итоге, закончить выступление досрочно), чтобы получить медицинскую помощь. Гастроли приостановили после выступления на фестивале Hurricane Festival в Шесселе, 25 июня 2004 года, так как музыкант по-прежнему испытывал дискомфорт. 30 июня тур был официально отменён после того, как у Боуи диагностировали закупорку коронарной артерии, которая потребовала экстренной ангиопластики (выполненной 26 июня).

## Концертные записи
В 2004 году был выпущен DVD под названием A Reality Tour, содержащий запись концерта в дублинском Point Theatre 2003 года. В 2010 году состоялся релиз одноимённого компакт-диска с этим же выступлением.

## Участвующие музыканты
- Дэвид Боуи — вокал, гитара, губная гармоника, стилофон[англ.]
- Эрл Слик — гитара
- Джерри Леонард[англ.] — гитара, клавишные, бэк-вокал, музыкальный руководитель[19]
- Гейл Энн Дорси[англ.] — бас-гитара, бэк-вокалл
- Стерлинг Кэмпбелл — ударные
- Майк Гарсон — клавишные
- Кэтрин Рассел[англ.] — клавишные, перкуссия, гитара, бэк-вокал

## Расписание концертов
| Дата             | Город              | Страна            | Место                                      | Билетов продано / Доступно | Сборы       | На разогреве         |
| ---------------- | ------------------ | ----------------- | ------------------------------------------ | -------------------------- | ----------- | -------------------- |
| Европа           |                    |                   |                                            |                            |             |                      |
| 7 октября 2003   | Копенгаген         | Дания             | Forum Copenhagen                           | N/A                        | N/A         | The Dandy Warhols    |
| 8 октября 2003   | Стокгольм          | Швеция            | Globen Arena                               | N/A                        | N/A         | The Dandy Warhols    |
| 10 октября 2003  | Хельсинки          | Финляндия         | Hartwall Areena                            | N/A                        | N/A         | The Dandy Warhols    |
| 12 октября 2003  | Осло               | Норвегия          | Oslo Spektrum                              | N/A                        | N/A         | The Dandy Warhols    |
| 15 октября 2003  | Роттердам          | Нидерланды        | Rotterdam Ahoy                             | N/A                        | N/A         | The Dandy Warhols    |
| 16 октября 2003  | Гамбург            | Германия          | Color Line Arena                           | N/A                        | N/A         | The Dandy Warhols    |
| 18 октября 2003  | Франкфурт-на-Майне | Германия          | Festhalle Frankfurt                        | N/A                        | N/A         | The Dandy Warhols    |
| 20 октября 2003  | Париж              | Франция           | Palais Omnisports de Paris-Bercy           | N/A                        | N/A         | The Dandy Warhols    |
| 21 октября 2003  | Париж              | Франция           | Palais Omnisports de Paris-Bercy           | N/A                        | N/A         | The Dandy Warhols    |
| 23 октября 2003  | Милан              | Италия            | Forum di Assago                            | N/A                        | N/A         | The Dandy Warhols    |
| 24 октября 2003  | Цюрих              | Швейцария         | Hallenstadion                              | N/A                        | N/A         | The Dandy Warhols    |
| 26 октября 2003  | Штутгарт           | Германия          | Hanns-Martin-Schleyer-Halle                | N/A                        | N/A         | The Dandy Warhols    |
| 27 октября 2003  | Мюнхен             | Германия          | Olympiahalle                               | N/A                        | N/A         | The Dandy Warhols    |
| 29 октября 2003  | Вена               | Австрия           | Wiener Stadthalle                          | N/A                        | N/A         | The Dandy Warhols    |
| 31 октября 2003  | Кёльн              | Германия          | Kölnarena                                  | N/A                        | N/A         | The Dandy Warhols    |
| 1 ноября 2003    | Ганновер           | Германия          | Preussag Arena                             | 10,587 / 10,587            | $499,926    | The Dandy Warhols    |
| 3 ноября 2003    | Берлин             | Германия          | Max-Schmeling-Halle                        | 10,693 / 10,693            | $512,787    | The Dandy Warhols    |
| 5 ноября 2003    | Антверпен          | Бельгия           | Sportpaleis                                | 16,113 / 16,113            | $690,217    | The Dandy Warhols    |
| 7 ноября 2003    | Лилль              | Франция           | Zénith de Lille                            | 6,986 / 6,986              | $349,420    | The Dandy Warhols    |
| 8 ноября 2003    | Амневиль           | Франция           | Galaxie Amnéville                          | 10,960 / 11,200            | $462,161    | The Dandy Warhols    |
| 10 ноября 2003   | Ницца              | Франция           | Palais Nikaia                              | 7,620 / 8,000              | $426,823    | The Dandy Warhols    |
| 14 ноября 2003   | Марсель            | Франция           | Le Dôme de Marseille                       | 8,004 / 8,004              | $440,087    | The Dandy Warhols    |
| 15 ноября 2003   | Лион               | Франция           | Halle Tony-Garnier                         | 17,000 / 17,000            | $753,371    | The Dandy Warhols    |
| 17 ноября 2003   | Манчестер          | Англия            | Manchester Evening News Arena              | 14,827 / 14,827            | $1,094,747  | The Dandy Warhols    |
| 19 ноября 2003   | Бирмингем          | Англия            | NEC LG Arena                               | 23,604 / 23,604            | $1,759,705  | The Dandy Warhols    |
| 20 ноября 2003   | Бирмингем          | Англия            | NEC LG Arena                               | 23,604 / 23,604            | $1,759,705  | The Dandy Warhols    |
| 22 ноября 2003   | Дублин             | Ирландия          | Point Theatre                              | 17,000 / 17,000            | $1,142,076  | The Dandy Warhols    |
| 23 ноября 2003   | Дублин             | Ирландия          | Point Theatre                              | 17,000 / 17,000            | $1,142,076  | The Dandy Warhols    |
| 25 November 2003 | Лондон             | Англия            | Wembley Arena                              | 23,048 / 23,048            | $1,717,549  | The Dandy Warhols    |
| 26 ноября 2003   | Лондон             | Англия            | Wembley Arena                              | 23,048 / 23,048            | $1,717,549  | The Dandy Warhols    |
| 28 ноября 2003   | Глазго             | Шотландия         | Scottish Exhibition and Conference Centre  | 10,103 / 10,103            | $768,886    | The Dandy Warhols    |
| Северная Америка |                    |                   |                                            |                            |             |                      |
| 13 декабря 2003  | Монреаль           | Канада            | Bell Centre                                | 11,315 / 11,315            | $613,650    | Macy Gray            |
| 15 декабря 2003  | Нью-Йорк           | Соединённые Штаты | Madison Square Garden                      | 13,752 / 13,752            | $1,108,711  | Macy Gray            |
| 16 декабря 2003  | Анкасвилл          | Соединённые Штаты | Mohegan Sun Arena                          | 6,698 / 6,698              | $313,460    | Macy Gray            |
| 20 декабря 2003  | Нассау             | Багамские Острова | The Atlantis Paradise Island Hotel         | N/A                        | N/A         | N/A                  |
| 7 января 2004    | Кливленд           | Соединённые Штаты | CSU Convocation Center                     | 7,692 / 7,938              | $336,940    | Macy Gray            |
| 9 января 2004    | Оберн-Хилс         | Соединённые Штаты | The Palace of Auburn Hills                 | 8,509 / 8,909              | $427,522    | Macy Gray            |
| 11 января 2004   | Миннеаполис        | Соединённые Штаты | Target Center                              | 5,492 / 7,505              | $275,436    | Macy Gray            |
| 13 января 2004   | Роузмонт           | Соединённые Штаты | Rosemont Theatre                           | 12,867 / 12,867            | $959,883    | Macy Gray            |
| 14 января 2004   | Роузмонт           | Соединённые Штаты | Rosemont Theatre                           | 12,867 / 12,867            | $959,883    | Macy Gray            |
| 16 января 2004   | Роузмонт           | Соединённые Штаты | Rosemont Theatre                           | 12,867 / 12,867            | $959,883    | Macy Gray            |
| 19 января 2004   | Денвер             | Соединённые Штаты | Fillmore Auditorium                        | 3,600 / 3,600              | $237,600    | Macy Gray            |
| 21 января 2004   | Калгари            | Канада            | Pengrowth Saddledome                       | 11,474 / 11,474            | $634,074    | Macy Gray            |
| 24 января 2004   | Ванкувер           | Канада            | GM Place                                   | 11,617 / 11,617            | $612,323    | Macy Gray            |
| 25 января 2004   | Сиэтл              | Соединённые Штаты | Paramount Theatre                          | 2,804 / 2,835              | $199,722    | Macy Gray            |
| 27 января 2004   | Сан-Хосе           | Соединённые Штаты | HP Pavilion                                | 9,856 / 10,317             | $578,128    | Macy Gray            |
| 30 января 2004   | Лас-Вегас          | Соединённые Штаты | The Joint                                  | 1,522 / 1,522              | $343,313    | Macy Gray            |
| 31 января 2004   | Лос-Анджелес       | Соединённые Штаты | Shrine Auditorium                          | 12,348 / 12,348            | $803,544    | Macy Gray            |
| 2 февраля 2004   | Лос-Анджелес       | Соединённые Штаты | Shrine Auditorium                          | 12,348 / 12,348            | $803,544    | Macy Gray            |
| 3 февраля 2004   | Лос-Анджелес       | Соединённые Штаты | Wiltern Theatre                            | 2,290 / 2,290              | $187,174    | Macy Gray            |
| 5 февраля 2004   | Финикс             | Соединённые Штаты | Dodge Theater                              | 4,873 / 4,873              | $237,842    | Macy Gray            |
| 6 февраля 2004   | Лас-Вегас          | Соединённые Штаты | The Joint                                  | 1,522 / 1,522              | $343,313    | Macy Gray            |
| 7 февраля 2004   | Лос-Анджелес       | Соединённые Штаты | Wiltern Theatre                            | 2,290 / 2,290              | $187,174    | Macy Gray            |
| Океания          |                    |                   |                                            |                            |             |                      |
| 14 февраля 2004  | Веллингтон         | Новая Зеландия    | Westpac Stadium                            | N/A                        | N/A         | Brooke Fraser        |
| 17 февраля 2004  | Брисбен            | Австралия         | Brisbane Entertainment Centre              | N/A                        | N/A         | Something for Kate   |
| 20 февраля 2004  | Сидней             | Австралия         | Sydney Entertainment Centre                | N/A                        | N/A         | Something for Kate   |
| 21 февраля 2004  | Сидней             | Австралия         | Sydney Entertainment Centre                | N/A                        | N/A         | Something for Kate   |
| 23 февраля 2004  | Аделаида           | Австралия         | Adelaide Entertainment Centre              | N/A                        | N/A         | Something for Kate   |
| 26 февраля 2004  | Мельбурн           | Австралия         | Rod Laver Arena                            | N/A                        | N/A         | Something for Kate   |
| 27 февраля 2004  | Мельбурн           | Австралия         | Rod Laver Arena                            | N/A                        | N/A         | Something for Kate   |
| 1 марта 2004     | Перт               | Австралия         | Supreme Court Gardens                      | N/A                        | N/A         | Something for Kate   |
| Азия             |                    |                   |                                            |                            |             |                      |
| 4 марта 2004     | Сингапур           | Сингапур          | Singapore Indoor Stadium                   | N/A                        | N/A         | N/A                  |
| 8 марта 2004     | Токио              | Япония            | Nippon Budokan                             | N/A                        | N/A         | N/A                  |
| 9 марта 2004     | Токио              | Япония            | Nippon Budokan                             | N/A                        | N/A         | N/A                  |
| 11 марта 2004    | Осака              | Япония            | Osaka-jo Hall                              | N/A                        | N/A         | Kiyoharu             |
| 14 марта 2004    | Гонконг            | Гонконг           | Hong Kong Convention and Exhibition Centre | N/A                        | N/A         | N/A                  |
| Северная Америка |                    |                   |                                            |                            |             |                      |
| 29 марта 2004    | Филадельфия        | Соединённые Штаты | Wachovia Center                            | 10,761 / 18,000            | $645,380    | Stereophonics        |
| 30 марта 2004    | Бостон             | Соединённые Штаты | FleetCenter                                | N/A                        | N/A         | Stereophonics        |
| 1 апреля 2004    | Торонто            | Канада            | Air Canada Centre                          | 13,893 / 14,114            | $771,136    | Stereophonics        |
| 2 апреля 2004    | Оттава             | Канада            | Corel Centre                               | N/A                        | N/A         | Stereophonics        |
| 4 апреля 2004    | Квебек             | Канада            | Colisée Pepsi                              | N/A                        | N/A         | Stereophonics        |
| 7 апреля 2004    | Виннипег           | Канада            | Winnipeg Arena                             | N/A                        | N/A         | Stereophonics        |
| 9 апреля 2004    | Эдмонтон           | Канада            | Rexall Place                               | 8,507 / 9,404              | $342,609    | Stereophonics        |
| 11 апреля 2004   | Келоуна            | Канада            | Skyreach Place                             | N/A                        | N/A         | Stereophonics        |
| 13 апреля 2004   | Портленд           | Соединённые Штаты | Rose Garden Arena                          | N/A                        | N/A         | Stereophonics        |
| 14 апреля 2004   | Сиэтл              | Соединённые Штаты | KeyArena                                   | 6,065 / 6,500              | $316,094    | Stereophonics        |
| 16 апреля 2004   | Беркли             | Соединённые Штаты | Berkeley Community Theatre                 | N/A                        | N/A         | Stereophonics        |
| 17 апреля 2004   | Беркли             | Соединённые Штаты | Berkeley Community Theatre                 | N/A                        | N/A         | Stereophonics        |
| 19 апреля 2004   | Санта-Барбара      | Соединённые Штаты | Santa Barbara Bowl                         | 4,546 / 4,562              | $314,625    | Stereophonics        |
| 22 апреля 2004   | Лос-Анджелес       | Соединённые Штаты | Greek Theatre                              | 5,764 / 5,764              | $360,560    | Stereophonics        |
| 23 апреля 2004   | Анахайм            | Соединённые Штаты | Arrowhead Pond                             | 7,015 / 7,520              | $498,218    | Stereophonics        |
| 25 апреля 2004   | Лаовленд           | Соединённые Штаты | Budweiser Events Center                    | 4,177 / 5,440              | $262,503    | Stereophonics        |
| 27 апреля 2004   | Остин              | Соединённые Штаты | The Backyard Amphitheater                  | N/A                        | N/A         | Stereophonics        |
| 29 апреля 2004   | Те-Вудлендс        | Соединённые Штаты | Cynthia Woods Mitchell Pavilion            | N/A                        | N/A         | Stereophonics        |
| 30 апреля 2004   | Новый Орлеан       | Соединённые Штаты | Saenger Theatre                            | N/A                        | N/A         | Stereophonics        |
| 5 мая 2004       | Тампа              | Соединённые Штаты | Tampa Bay Performing Arts Center           | N/A                        | N/A         | The Polyphonic Spree |
| 8 мая 2004       | Атланта            | Соединённые Штаты | Chastain Park Amphitheater                 | N/A                        | N/A         | The Polyphonic Spree |
| 10 мая 2004      | Канзас-Сити        | Соединённые Штаты | Starlight Theatre                          | N/A                        | N/A         | The Polyphonic Spree |
| 11 мая 2004      | Сент-Луис          | Соединённые Штаты | Fox Theatre                                | N/A                        | N/A         | The Polyphonic Spree |
| 13 мая 2004      | Херши              | Соединённые Штаты | Star Pavilion                              | N/A                        | N/A         | The Polyphonic Spree |
| 14 мая 2004      | Лондон             | Канада            | John Labatt Centre                         | 8,513 / 8,513              | $446,740    | The Polyphonic Spree |
| 16 мая 2004      | Фэрфакс            | Соединённые Штаты | Patriot Center                             | N/A                        | N/A         | The Polyphonic Spree |
| 17 мая 2004      | Питтсбург          | Соединённые Штаты | Benedum Center                             | N/A                        | N/A         | The Polyphonic Spree |
| 19 мая 2004      | Милуоки            | Соединённые Штаты | Milwaukee Theatre                          | N/A                        | N/A         | The Polyphonic Spree |
| 20 мая 2004      | Индианаполис       | Соединённые Штаты | Murat Shrine                               | N/A                        | N/A         | The Polyphonic Spree |
| 22 мая 2004      | Молин              | Соединённые Штаты | The MARK of the Quad Cities                | N/A                        | N/A         | The Polyphonic Spree |
| 24 мая 2004      | Колумбус           | Соединённые Штаты | Columbus Veterans Memorial Auditorium      | N/A                        | N/A         | The Polyphonic Spree |
| 25 мая 2004      | Буффало            | Соединённые Штаты | Shea's Performing Arts Center              | N/A                        | N/A         | The Polyphonic Spree |
| 27 мая 2004      | Скрантон           | Соединённые Штаты | Ford Pavilion at Montage Mountain          | N/A                        | N/A         | The Polyphonic Spree |
| 29 мая 2004      | Атлантик-Сити      | Соединённые Штаты | Borgata Event Center                       | N/A                        | N/A         | The Polyphonic Spree |
| 30 мая 2004      | Атлантик-Сити      | Соединённые Штаты | Borgata Event Center                       | N/A                        | N/A         | The Polyphonic Spree |
| 1 июня 2004      | Манчестер          | Соединённые Штаты | Verizon Wireless Arena                     | N/A                        | N/A         | The Polyphonic Spree |
| 2 июня 2004      | Ункасвилл          | Соединённые Штаты | Mohegan Sun Arena                          | N/A                        | N/A         | The Polyphonic Spree |
| 4 июня 2004      | Уанто              | Соединённые Штаты | Tommy Hilfiger at Jones Beach Theatre      | N/A                        | N/A         | The Polyphonic Spree |
| 5 июня 2004      | Холмдел            | Соединённые Штаты | PNC Bank Arts Center                       | N/A                        | N/A         | The Polyphonic Spree |
| Европа           |                    |                   |                                            |                            |             |                      |
| 11 июня 2004     | Амстердам          | Нидерланды        | Amsterdam Arena                            | N/A                        | N/A         | –                    |
| 13 июня 2004     | Ньюпорт            | Англия            | Seaclose Park                              | N/A                        | N/A         | –                    |
| 17 июня 2004     | Берген             | Норвегия          | Koengen                                    | N/A                        | N/A         | –                    |
| 18 июня 2004     | Осло               | Норвегия          | Frognerbadet                               | N/A                        | N/A         | –                    |
| 20 июня 2004     | Сейняйоки          | Финляндия         | Törnävänsaari                              | N/A                        | N/A         | –                    |
| 23 июня 2004     | Прага              | Чехия             | T-Mobile Arena                             | N/A                        | N/A         | –                    |
| 25 июня 2004     | Шессель            | Германия          | Eichenring                                 | N/A                        | N/A         | –                    |
| Всего            | Всего              | Всего             | Всего                                      | 722,158 / 737,581          | $45,395,490 |                      |

- 19 августа 2003 года Боуи дал разовое шоу в Покипси, Нью-Йорк, на концертной площадке The Chance[англ.], в качестве разминочного концерта.
- 8 сентября 2003 года Боуи отыграл концерт в лондонской Riverside Studios[англ.], которое транслировалось через спутник в кинотеатры и театры по всей Европе. Из-за задержки по времени на территории Азии, Австралии, Северной и Южной Америки оно было показано лишь на следующий день[20][21].

Примечания
1. ↑  Концерт был частью фестиваля на острове Уайт[англ.].
2. ↑  Концерт был частью Бергенского фестиваля.
3. ↑  Концерт был частью фестиваля Norwegian Wood Festival[англ.].
4. ↑  Концерт был частью фестиваля Provinssirock.
5. ↑  Концерт был частью фестиваля Hurricane Festival. Это также был последний концерт Дэвида Боуи в качестве хедлайнера тура.

Отменённые и перенесённые концерты
| 12 ноября 2003  | Тулуза                 | Le Zénith de Toulouse      | Отменён                    |
| 6 декабря 2003  | Атлантик-Сити          | The Borgata Events Center  | Перенесён на 29 мая 2004   |
| 7 декабря 2003  | Фэрфакс                | Patriot Center             | Перенесён на 16 мая 2004   |
| 9 декабря 2003  | Бостон                 | Fleet Center               | Перенесён на 30 марта 2004 |
| 10 декабря 2003 | Филадельфия            | Wachovia Center            | Перенесён на 29 марта 2004 |
| 12 декабря 2003 | Торонто                | Air Canada Centre          | Перенесён на 1 апреля 2004 |
| 6 мая 2004      | Майами                 | James L. Knight Center     | Отменён                    |
| 26 июня 2004    | Тутлинген              | Southside Festival         | Отменён                    |
| 29 июня 2004    | Вена                   | Schloss Schönbrunn         | Отменён                    |
| 30 июня 2004    | Зальцбург              | Residenzplatz              | Отменён                    |
| 2 июля 2004     | Роскилле               | Roskilde Festival          | Отменён                    |
| 4 июля 2004     | Верхтер                | Rock Werchter              | Отменён                    |
| 6 июля 2004     | Остров Гаоу            | Festival de la Gaou        | Отменён                    |
| 7 июля 2004     | Каркасон               | Festival de la Cite        | Отменён                    |
| 10 июля 2004    | Кинросс                | Balado, T in the Park      | Отменён                    |
| 11 июля 2004    | Килдэр                 | Oxegen Festival            | Отменён                    |
| 14 июля 2004    | Бильбао                | Bilbao Festival            | Отменён                    |
| 16 июля 2004    | Сантьяго-де-Компостела | Xacobeo Festival           | Отменён                    |
| 17 июля 2004    | Порту                  | The Dragon Festival        | Отменён                    |
| 20 июля 2004    | Ньон                   | Paléo Festival Nyon        | Отменён                    |
| 21 июля 2004    | Монте-Карло            | Club du Sporting           | Отменён                    |
| 23 июля 2004    | Каре-Плугер            | Vieilles Charrues Festival | Отменён                    |

## Звучащие в турне песни
Примечание
- DVD/CD песня фигурирует в фильме (A Reality Tour) и альбоме (A Reality Tour).
- CD песня фигурирует на концертном альбоме
- iTunes фигурирует в качестве цифрового бонус-трека (iTunes) для концертного альбома

Из альбома Space Oddity
- «Space Oddity»

Из альбома The Man Who Sold the World
- «The Man Who Sold the World» DVD/CD
- «The Supermen»[англ.]

Из альбома Hunky Dory
- «Changes» DVD/CD
- «Life on Mars?» DVD/CD
- «Quicksand»[англ.]
- «The Bewlay Brothers»[англ.]
- «Queen Bitch»[англ.]

Из альбома The Rise and Fall of Ziggy Stardust and the Spiders from Mars
- «Five Years»[англ.] DVD/CD
- «Starman»
- «Hang On to Yourself» DVD/CD
- «Ziggy Stardust» DVD/CD
- «Suffragette City»

Из альбома Aladdin Sane
- «Panic in Detroit»
- «The Jean Genie»

Из альбома Diamond Dogs
- «Diamond Dogs»
- «Rebel Rebel» DVD/CD

Из альбома Young Americans
- «Fame» DVD/CD (Дэвид Боуи, Джон Леннон, Карлос Аломар)

Из альбома Station to Station
- «Station to Station»

Из альбома Low
- «Breaking Glass»[англ.] CD (Боуи, Деннис Дэвис, Джордж Мюррей)
- «Sound and Vision»
- «Always Crashing in the Same Car»[англ.]
- «Be My Wife» DVD/CD
- «A New Career in a New Town»[англ.]

Из альбома “Heroes”
- «“Heroes”» DVD/CD (Боуи, Брайан Ино)

Из альбома Lodger
- «Fantastic Voyage»[англ.] DVD/CD (Боуи, Ино)

Из альбома Scary Monsters (and Super Creeps)
- «Ashes to Ashes» DVD/CD
- «Fashion»

Из альбома Let’s Dance
- «Modern Love»
- «China Girl» CD (Боуи, Игги Поп)
- «Let’s Dance»

Из альбома Tonight
- «Loving the Alien»[англ.] DVD/CD
- «Blue Jean»

Из альбома Outside
- «Hallo Spaceboy» DVD/CD (Боуи, Ино)
- «The Motel» (Боуи, Ино) DVD/CD

Из альбома Earthling
- «Battle for Britain (The Letter)» DVD/CD (Боуи, Ривз Гэбрелс, Марк Плати[англ.])
- «I’m Afraid of Americans» DVD/CD (Bowie, Eno)

Из альбома Heathen
- «Sunday» DVD/CD
- «Cactus»[англ.] DVD/CD (Блэк Фрэнсис)
- «Slip Away» DVD/CD
- «Afraid» DVD/CD
- «I've Been Waiting for You»[англ.] (Нил Янг)
- «5:15 the Angels Have Gone» iTunes
- «Heathen (The Rays)» DVD/CD

Из альбома Reality
- «New Killer Star»[англ.] DVD/CD
- «Pablo Picasso»[англ.] (Джонатан Ричман[англ.])
- «Never Get Old» DVD/CD
- «The Loneliest Guy»[англ.] DVD/CD
- «Looking for Water»
- «She’ll Drive the Big Car»
- «Days» iTunes
- «Fall Dog Bombs the Moon»[англ.] CD
- «Try Some, Buy Some»[англ.] (Джордж Харрисон)
- «Reality» DVD/CD
- «Bring Me the Disco King»[англ.] DVD/CD (оригинальная версия была написана и выпущена на альбоме Black Tie White Noise (1993), после этого была перезаписана для Earthling (1997))

Прочие песни:
- «A Hard Day’s Night» (оригинальная версия выпущена на альбоме A Hard Day’s Night (1964) группы The Beatles; авторы: Джон Леннон и Пол Маккартни)
- «All the Young Dudes» DVD/CD (оригинальная версия выпущена на альбомеAll the Young Dudes[англ.] (1972) группы Mott the Hoople; автор Дэвид Боуи)
- «Bang a Gong (Get It On)»[англ.] (оригинальная версия выпущена на альбоме Electric Warrior (1971) группы T.Rex; автор Марк Болан)
- «Do You Know the Way to San Jose»[англ.] (оригинальная версия выпущена на альбоме Dionne Warwick in Valley of the Dolls (1968) Дайон Уорвик; авторы: Берт Бакарак и Хэл Дэвид)
- «Here Comes the Sun» (оригинальная версия выпущена на альбоме Abbey Road (1969) группы The Beatles; автор Джордж Харрисон)
- «It Can’t Happen Here» (оригинальная версия выпущена на альбоме Freak Out! (1966) группы The Mothers of Invention; автор Фрэнк Заппа)
- «Liza Jane» (оригинальная версия была выпущена на первом сингле Боуи под псевдонимом «Davie Jones and the King Bees» в 1964 году; автор Лесли Конн)
- «Puppet on a String»[англ.] (песня была исполнена в 1967 году на Евровидение-1967 певицей Сэнди Шоу; авторы: Билл Мартин[англ.] и Фил Коултер[англ.])
- «Rumble» (оригинальная версия была выпущена на сингле Link Wray & His Ray Men в 1958 году; авторы: Милт Грант и Линк Рэй)
- «Sister Midnight» DVD/CD (оригинальная версия была выпущена на альбоме The Idiot (1977) Игги Попа; авторы: Поп, Боуи, Аломар)
- «Song 2» (оригинальная версия была выпущена на альбоме Blur (1997) группы Blur; авторы: Деймон Албарн, Грэм Коксон, Алекс Джеймс и Дейв Раунтри)
- «Summertime» (из оперы Порги и Бесс (1935); авторы: Джордж Гершвин, Дюбоз Хейуорд, Дороти Хейворд[англ.] и Айра Гершвин)
- «Under Pressure» (оригинальная версия выпущена на сингле (1981) Дэвида Боуи и группы Queen, годом позже песня выпущена на альбоме Hot Space; авторы: Боуи, Джон Дикон, Брайан Мэй, Фредди Меркьюри, Роджер Тейлор)
- «White Light/White Heat» (оригинальная версия была выпущена на альбоме White Light/White Heat (1968) группы The Velvet Underground; автор Лу Рид)
- «Y.M.C.A.» (оригинальная версия была выпущена на альбоме Cruisin’[англ.] группы Village People; авторы: Анри Белоло[англ.], Жак Морали[англ.] и Виктор Уиллис[англ.])